# Арельяно, Рауль
Рауль Арелья́но Вилье́гас (исп. Raúl Arellano Villegas; 28 февраля 1935 — 12 октября 1997) — мексиканский футболист, играл на позиции нападающего. Участник чемпионата мира 1954 года.

## Биография

### Игровая карьера
Арельяно в течение 11 сезонов играл за «Гвадалахару», в составе которой выиграл ряд трофеев, среди которых были 6 чемпионских титулов, Кубок Мексики в 1963 году и 5 трофеев Чемпион чемпионов Мексики.
В 1964 году перешёл в «Депортиво Тампико», за который играл в течение четырёх сезонов и в 1968 году закончил карьеру.

### Карьера в сборной
В составе сборной Мексики Арельяно принимал участие на чемпионате мира 1954 года, где сыграл в двух матчах группового этапа со сборными Бразилии (0:5) и Франции (2:3). Всего за сборную Мексики сыграл 10 матчей и забил 3 гола.

### Смерть
Скончался 12 октября 1997 года в возрасте 62 лет.

## Достижения
«Гвадалахара»
- Чемпион Мексики (6): 1956/57, 1958/59, 1959/60, 1960/61, 1961/62, 1963/64
- Обладатель Кубка Мексики (1): 1962/63
- Обладатель трофея Чемпион чемпионов Мексики (5): 1957, 1959, 1960, 1961, 1964
- Победитель Лиги чемпионов КОНКАКАФ (1): 1962